# 蕭笙
蕭笙（1927年—2004年11月27日），香港電視劇監製，原名蕭凌，曾在三家免費電視台製作過多套膾炙人口的電視劇，尤擅長長編武俠劇。
蕭笙曾在戲院做字幕員、撕票員，1950年代投身電影圈，做過場記、副導演、編劇等。1970年代電視行業興起，蕭笙加入麗的電視至1976年因麗的電視未有購買金庸小說版權改編成電視劇而轉投佳藝電視。
1978年佳視倒閉後重返麗的電視擔任監製代表作包括《浣花洗劍錄》、《天蠶變》、《天龍訣》、《大內群英》等，而《四口之家》則是麗的時期少數由蕭笙監製的時裝劇集。
1981年轉投無綫電視代表作包括改編自金庸武俠小說的《神鵰俠侶》及《天龍八部》等，而《神雕俠侶》更曾有六十幾點的收視。
1992年重返前身為麗的電視的亞洲電視至1998年被裁員，2000年代初期仍有為亞洲電視監製電視劇。
2004年11月27日，因肝癌惡化病逝，下葬於將軍澳華人永遠墳場。

## 電視劇監製作品

### 佳藝電視
- 1976年 ：《射鵰英雄傳》、《神鵰俠侶》
- 1977年 ：《雪山飛狐》、《紅樓夢》
- 1978年 ：《流星蝴蝶劍》
- 未播出 ：《風雷第一刀》 (拍攝期間佳藝電視倒閉)

### 麗的電視
- 1978年 ：《浣花洗劍錄》
- 1979年 ：《情人箭》
- 1979年 ：《天蠶變》
- 1979年 ：《天龍訣》
- 1980年 ：《湖海爭霸錄》
- 1980年 ：《大內群英》
- 1980年 ：《大內群英续集》
- 1980年 ：《四口之家》
- 1981年 ：《少年黃飛鴻》
- 1981年 ：《武俠帝女花》

### 無綫電視
- 1982年 ：《天龍八部之六脈神劍》、 《天龍八部之虛竹傳奇》
- 1983年 ：《十三妹》、 《神鵰俠侶》
- 1984年 ：《秋瑾》、《楚留香之蝙蝠傳奇》、《廣東鐵橋三》
- 1986年 ：《陸小鳳之鳳舞九天》、《神劍魔刀》
- 1987年 ：《成吉思汗》、《大明群英》
- 1988年 ：《少林與詠春》、《洪熙官》、《太平天國》
- 1989年 ：《人海虎鯊》、《天涯歌女》
- 1990年 ：《蜀山奇俠》
- 1991年 ：《我係黃飛鴻》、《蜀山奇俠之仙侶奇緣》、《月兒彎彎照九州》
- 1992年 ：《反斗威龍》

### 亞洲電視
- 1992年 ：《仙鶴神針》
- 1993年 ：《天蠶變之再與天比高》
- 1994年 ：《岳飛傳》
- 1995年 ：《九王奪位》
- 1996年 ：《亂世豪情》
- 1996年 ：《女人啊！女人》
- 1997年 ：《雪花神劍》
- 1998年 ：《流氓·律師》
- 1998年 ：《我來自廣州》
- 2001年 ：《騷東坡》
- 2003年 ：《暴風型警》

## 電視劇演出作品
- 1989年 ：《他來自江湖》 飾 蕭　笙（一位同名的著名導演；第16-18集）

## 填詞作品
- 1976年：《大家姐》（麗的電視劇集《大家姐》主題曲，于粦以「歐金波」名義作曲、薛家燕主唱）
- 1976年：《廣東好漢》（麗的電視劇集《廣東好漢》主題曲，于粦作曲、吳大江編曲、關正傑主唱）
- 1978年：《雪山飛狐》（麗的電視劇集《雪山飛狐》主題曲，于粦以「黃國樑」名義作曲、關正傑主唱）
- 1979年：《無雙譜》（麗的電視劇集《沈勝衣》插曲，黎小田作曲、柳影虹主唱）

## 電影作品

### 導演
- 1963年 ：《倚天屠龍記》
- 1964年 ：《萬變飛狐》
- 1965年 ：《玉面閻羅下集大結局》
- 1965年 ：《玉面閻羅上集》
- 1965年 ：《武林聖火令 (下集大結局) 》
- 1965年 ：《武林聖火令 (上集)》
- 1965年 ：《哪吒三戲紅孩兒》
- 1966年 ：《中原奇俠》
- 1966年 ：《萬劫門下集大結局》
- 1966年 ：《萬劫門上集》
- 1966年 ：《聖火雄風下集》
- 1966年 ：《聖火雄風上集》
- 1967年 ：《七彩封神榜》
- 1967年 ：《玉女的秘密》
- 1967年 ：《玉郎三戲女將軍》
- 1967年 ：《聖火雄風大破火蓮陣》
- 1968年 ：《武林大決鬥》
- 1968年 ：《毒龍刀》
- 1968年 ：《紅花血劍》
- 1969年 ：《大破誅仙陣》
- 1969年 ：《天龍堡》
- 1969年 ：《名劍天驕》
- 1982年 ：《天龍八部》
- 1991年 ：《表姐，妳玩嘢！》
- 1996年 ：《神偷燕子李三》

### 編劇
- 1963年：《劍俠金縷衣(下集)》
- 1963年：《劍俠金縷衣(上集)》
- 1963年：《龍虎下江南(大結局)》
- 1963年：《龍虎下江南(上集)》
- 1964年 ：《孫悟空七打九尾狐》
- 1964年：《隱形福星》
- 1964年：《萬變飛狐》
- 1965年：《斷魂劍》
- 1965年：《武林聖火令(下集大結局)》
- 1965年：《玉面閻羅上集
- 1965年：《武林聖火令(上集)》
- 1965年：《玉面閻羅(下集大結局)》
- 1965年：《哪吒三戲紅孩兒》
- 1966年：《龍虎英雄傳》
- 1966年：《中原奇俠》
- 1966年：《萬劫門(上集)》
- 1966年：《萬劫門(下集大結局)》
- 1966年：《聖火雄風上集》
- 1966年：《聖火雄風下集》
- 1967年：《聖火雄風大破火蓮陣》
- 1967年：《七彩封神榜》
- 1968年：《紅花血劍》
- 1968年：《觀世音收妖》
- 1968年：《毒龍刀》
- 1968年：《武林大決鬥》
- 1969年：《名劍天驕》
- 1969年：《大破誅仙陣》
- 1969年：《天龍堡》
- 1976年：《花心三少騷銀姐》
- 1996年：《神偷燕子李三》

## 外部連結
- 蕭笙 Facebook
- 《香港资深电视人萧笙》(附图)
- 五虎將痛失恩師，劉德華：「沒有蕭笙就不會有我」 （页面存档备份，存于）
- 那是最好的時代——蕭笙、黃霑給我們的集體回憶 （页面存档备份，存于）